# Victoria River District
Het Victoria River District (veelal afgekort tot VRD, en ook wel Victoria River Region genoemd) is een gebied in het noordwesten van het Australische Noordelijk Territorium. Het kan beschouwd worden als een overgangsgebied tussen de zogenaamde Top End en het West-Australische Kimberleygebied. Het wordt echter ook geregeld gezien als een integraal deel van de Top End. Men vindt er zowel de uitlopers van de tropische vegetatie van de Top End als de typische boabbomen kenmerkend voor de Kimberley.
Het gebied is genoemd naar de rivier de Victoria, de langste rivier van het Noordelijk Territorium. De belangrijkste nederzetting is Timber Creek aan de Victoria Highway. Deze plaats wordt gebruikt als startpunt voor een bezoek aan het nationaal park Gregory, na Kakadu het grootste nationaal park van het Noordelijk Territorium. De veefokkerij Victoria River Downs, eens de grootste van Australië, is eveneens in deze regio gelegen.